# Salvador de Madariaga

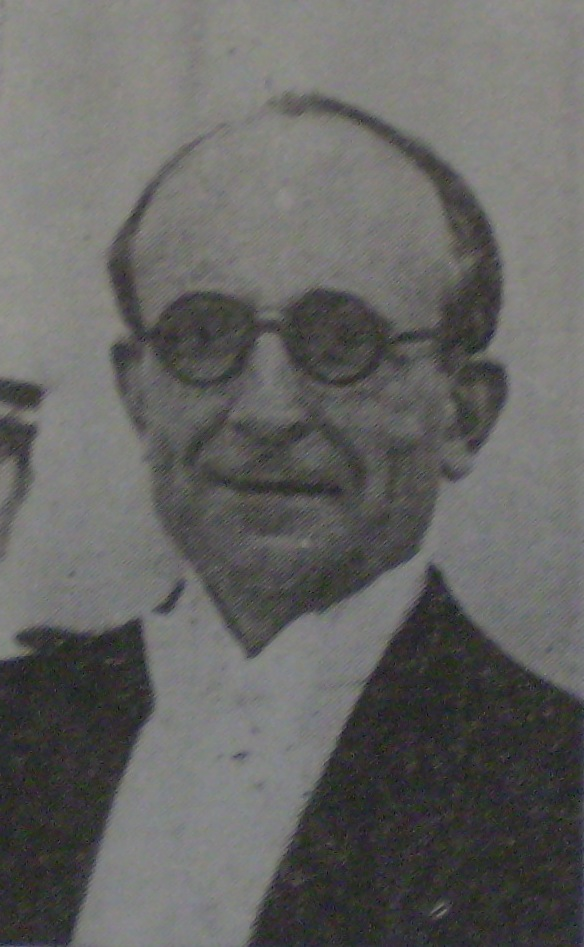
Salvador de Madariaga

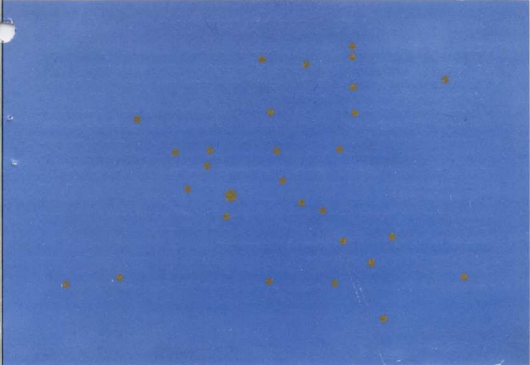
Projekt flagi starej Europy jego autorstwa

Salvador de Madariaga (ur. 23 lipca 1886 roku w A Coruña, zm. 14 grudnia 1978 roku w Locarno) – hiszpański dyplomata, historyk, pisarz i pacyfista. Laureat Nagrody Karola Wielkiego w 1973 roku.

## Życiorys
Był jednym z jedenastu dzieci oficera w armii hiszpańskiej i pod jego naciskiem rozpoczął studia techniczne we Francji. Po uzyskaniu stopnia inżyniera w Paryżu został także absolwentem sztuki w Londynie. Początkowo pracował jako inżynier kolejowy w północnej Hiszpanii, ale wkrótce porzucił tę pracę, by zostać dziennikarzem. Publikował w języku angielskim w The Times, pisał również własne eseje. W 1921 został członkiem Sekretariatu Generalnego Ligi Narodów, a rok później został szefem jej działu rozbrojenia. Od 1928 do 1931 wykładał iberystykę na Uniwersytecie Oksfordzkim. Po upadku monarchii został wskazany przez nowe władze jako ambasador w Stanach Zjednoczonych (1931) i następnie ambasador we Francji (1932–34). Od 1931 do 1936 roku był także stałym przedstawicielem swojego kraju przy Lidze Narodów, krytykując wówczas Incydent mukdeński, przez co zyskał przydomek „Don Kichota z Mandżurii”. W 1933 roku został wybrany do parlamentu i pełnił krótko funkcje ministra edukacji i następnie sprawiedliwości. W 1936 roku jako klasyczny liberał, który – jak sam to określił – „był równie zdystansowany do dwóch stron konfliktu”, zdecydował się opuścić Hiszpanię. O okrucieństwach komunistów podczas wojny domowej wypowiedział się następująco:

Nikt, kto ma dobrą wolę i rzetelne informacje, nie może przeczyć horrorom tego prześladowania: przez całe lata wystarczyło jedynie być katolikiem, aby zasługiwać na karę śmierci, wykonywaną czasem w najokrutniejszy sposób.

Nie powrócił do ojczyzny aż do 1976 roku, gdy zmarł już gen. Francesco Franco. Do 1970 roku mieszkał w Londynie, później przeniósł się ze względów zdrowotnych do szwajcarskiego Locarno. W 1948 roku brał udział w kongresie haskim jako członek komisji kultury; rok później był jednym ze współzałożycieli Kolegium Europejskiego. Jego imieniem nazwano tam zgodnie z tradycją rok akademicki 1979/1980. Stworzył też projekt flagi europejskiej z konstelacją gwiazd, który jako jedna z dwóch prac przeszedł do finału konkursu, organizowanego przez Komitet Rady Europy. Ostatecznie przegrała z projektem 12 gwiazd na niebieskim tle autorstwa Arsèna Heitza. W latach 1948–1951 piastował urząd przewodniczącego Międzynarodówki Liberalnej. Salvador de Madariaga zmarł w 1978 roku w wieku 92 lat.

## Twórczość literacka
W swojej twórczości literackiej poruszał różnorodne tematy, w tym studia nad psychologią narodów (Englishmen, Frenchmen, Spaniards z 1928) oraz liczne książki polityczne i historyczne traktujące o Hiszpanii, ale także krajach Ameryki Południowej. Jednym z najbardziej znanych dzieł stała się krytyczna analiza Don Kichota Cervantesa pt. Guia del lector de «Quijote», a także trylogia opisująca kolejno Krzysztofa Kolumba, Hernána Cortésa i Simóna Bolívara. Tworzył również nowele, dramaty i wiersze. Tworzył zarówno po hiszpańsku (dokładniej w galicyjskim dialekcie z rodzinnych stron), francusku, angielsku i niemiecku. W swych dziełach bronił idei wolności jednostki, jednocześnie popierając koncepcję zjednoczonej i demokratycznej Europy.

## Życie prywatne
Był mężem szkockiej historyk ekonomii Constance Archibald de Madariaga, z którą doczekał się dwóch córek: pisarki Nieve (1917–2003) i profesor historii Isabel (1919–2014). Po śmierci pierwszej żony w maju 1970, Madariaga w listopadzie tego samego roku poślubił Emilię Székely de Rauman, swoją sekretarkę od 1938.

## Dzieła

### Eseje historyczne
- España (1931)
- Vida del muy magnífico señor don Cristóbal Colón (1940)
- Hernán Cortés (1941)
- Cuadro histórico de las Indias (1945)
- Carlos V (1951)
- Bolívar (1951)
- El auge del Imperio Español en América (1956)
- El ocaso del Imperio Español en América (1956)
- El ciclo hispánico (1958)
- España. Ensayo de historia contemporánea (1978)

### Eseje polityczne
- La guerra desde Londres (1917)
- Discursos internacionales (1934)
- Anarquía o jerarquía (1935)
- ¡Ojo, vencedores! (1954)
- General, márchese Vd. (1959)
- De la angustia a la libertad (1955)

### Inne eseje
- Ensayos angloespañoles (1922)
- Semblanzas literarias contemporáneas (1923)
- Guía del lector del Quijote (1926)
- Ingleses, franceses, españoles (1929)
- El Hamlet de Shakespeare (1949)
- Bosquejo de Europa (1951)
- Presente y porvenir de Hispanoamérica (1953)
- Retrato de un hombre de pie (1956)
- De Galdós a Lorca (1960)
- El Quijote de Cervantes (1962)
- Memorias de un federalista (1967)
- Mujeres españolas (Austral, 1972)

### Nowele
- La jirafa sagrada (1925)
- El enemigo de Dios (1926)
- El corazón de piedra verde (1942)
- Ramo de errores (1952)
- Los fantasmas (1952)
- Los dioses sanguinarios (1952)
- Fe sin blasfemia (1952)
- La camarada Ana (1954)
- Guerra en la sangre (1956)
- Una gota de tiempo (1958)
- El semental negro (1961)
- Sanco Panco (1963)

### Poezja
- Romances de ciego (1922)
- La fuente serena (1927)
- Elegía en la muerte de Unamuno (1937)
- Elegía en la muerte de Federico García Lorca (1938)
- Rosa de cieno y ceniza (1942)
- Romances por Beatriz (1955)
- La que huele a tomillo (1959)
- Poppy (1965)